# Thorstrup Kirke
Thorstrup Kirke ligger nord for Sig ved Varde.
Det er en romansk landsbykirke fra 1100-tallet bygget af granitkvadre/marksten. I senmiddelalderen er der tilføjet tårn og våbenhus af munkesten.
Kirken er i sin nuværende skikkelse præget af restaureringer i 1760'erne og 1770'erne under ejeren Andreas Charles Teilmann til Nørholm (1749-1790).
Ministeren Theodor Rosenørn-Teilmann, ligesom Andreas Charles Teilmann, er begravet på kirkegården.

## Eksterne kilder og henvisninger
- Wikimedia Commons har flere filer relateret til Thorstrup Kirke
- Thorstrup Kirke hos KortTilKirken.dk
- Thorstrup Kirke hos danmarkskirker.natmus.dk (Danmarks Kirker, Nationalmuseet)
- Velkommen til Thorstrup Sogn